# Hydropsyche sirimauna
Hydropsyche sirimauna là một loài Trichoptera trong họ Hydropsychidae. Chúng phân bố ở miền Australasia.